# St-Côme-St-Damien (Saint-Côme-d’Olt)

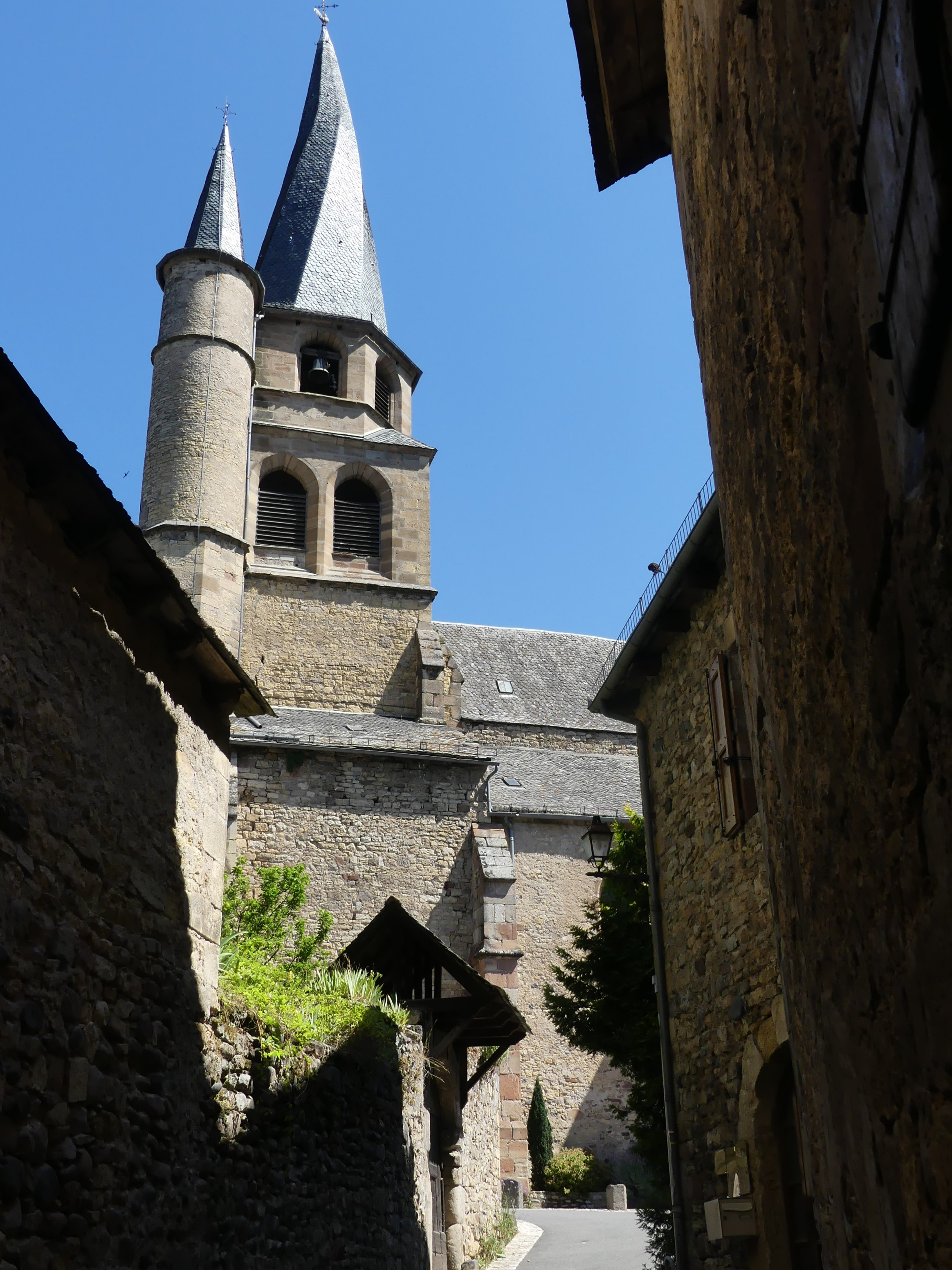
Die Kirche St-Côme-St-Damien (1521–1532) am Jakobsweg mit ihrem geflammten Turm

Die römisch-katholische Kirche St-Côme-St-Damien in Saint-Côme-d’Olt im Département Aveyron wurde im Dezember 1521 von Guy de Castelnau, Bischof von Périgueux, begonnen. Er erlaubte die Vergrößerung der Burgkapelle der Herren von Calmont d’Olt, die vorher an dieser Stelle stand. Ab 1522 begann der Baumeister Antoine Salvanh, der Architekt des Glockenturms der Kathedrale von Rodez, mit den Bauarbeiten. Die Kirche ist seit dem 29. Dezember 1927 als Monument historique eingetragen. Die Kirche liegt an der Via Podiensis, dem Jakobspilgerweg von Le Puy-en-Velay nach Saint-Jean-Pied-de-Port in den Pyrenäen.

## Architektur
Die Kirche ist im Stil der Flamboyantgotik erbaut. Sie wird von ihrem geflammten Turm dominiert, einer Bauform, wie man sie in Deutschland v. a. in Nordrhein-Westfalen und in Niedersachsen findet, z. B. bei St. Lambertus in Düsseldorf oder am Stadttor Westerturm in Duderstadt. Er erhebt sich auf eine Höhe von 42 m. Seine Basis ist quadratisch und wird nach oben achteckig, um das achtseitige Gerüst zu tragen. Das Hauptportal von Antoine Salvanh öffnet sich nach Westen. Sein Tympanon wird von drei Statuen verziert, in der Mitte eine Muttergottes mit Jesuskind, rechts und links wohl die Kirchenpatrone Kosmas und Damian. Die Identifizierung ist schwierig, da die Köpfe der Figuren während der Revolution abgeschlagen wurden. Zwischen den beiden Türflügeln steht am Mittelpfosten unter einem Baldachin die große Figur des hl. Petrus. Über dem Portal steht auf einem Fleuron vor der Fensterrose die Figur des hl. Johannes des Täufers.
Ins Innere der Kirche gelangt man durch einen der beiden hölzernen Türflügel. Jeder Flügel, der von 365 geschmiedeten Nägeln eingerahmt wird, zeigt neun geschnitzte Medaillons. Diese sind auf das Jahr 1532, den Abschluss der Bauarbeiten, datiert und beziehen sich auf die wohltätigen Mitglieder des Hauses d’Estaing. Das jeweils mittlere Medaillon der oberen Reihe zeigt das Wappen von François d’Estaing, Bischof von Rodez: drei Lilien unter einem goldenen Schildhaupt mit Mitra und Bischofsstab. Das dreijochige Langhaus wird beiderseits von Seitenschiffen flankiert. In der Kapelle links des Chors befindet sich das Grabmal des Bauherrn, Bischof Guy de Castelnau.

## Ausstattung
Zahlreiche Objekte der Kirche sind als eigenständige Denkmäler in der Datenbank der Monuments historiques eingetragen, z. T. bereits seit März 1908, z. T. seit 1981:
- Die beiden geschnitzten Türflügel des Portals aus Eiche von 1532[3]
- Die geschnitzte Türe der Sakristei aus dem letzten Viertel des 15. Jahrhunderts[4]
- Ein Kruzifix aus der 1. Hälfte des 15. Jahrhunderts[5]
- Eine Pietà des 18. Jahrhunderts
- Das Marmorgrabmal von Graf Denis-Antoine-Luc de Frayssinous des Bildhauers Broustet von 1845. Der 1765 geborene Theologe Frayssinous wurde im November 1822 Mitglied des französischen Oberhauses (Pair de France), womit der Grafentitel verbunden war. Unter Charles X. wurde er 1824–1827 Minister für kirchliche Angelegenheiten und öffentliche Bildung.

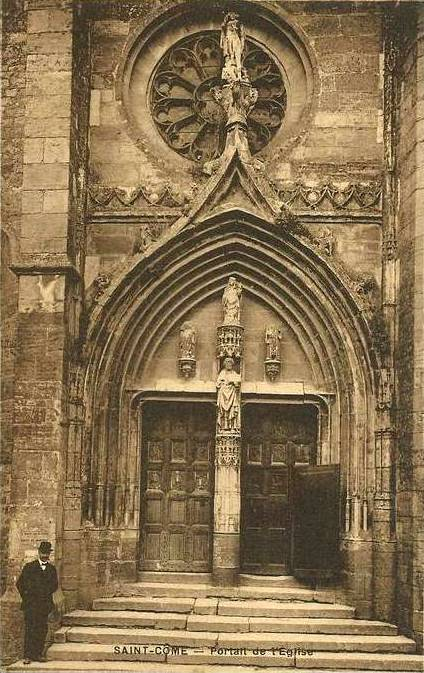
Westportal
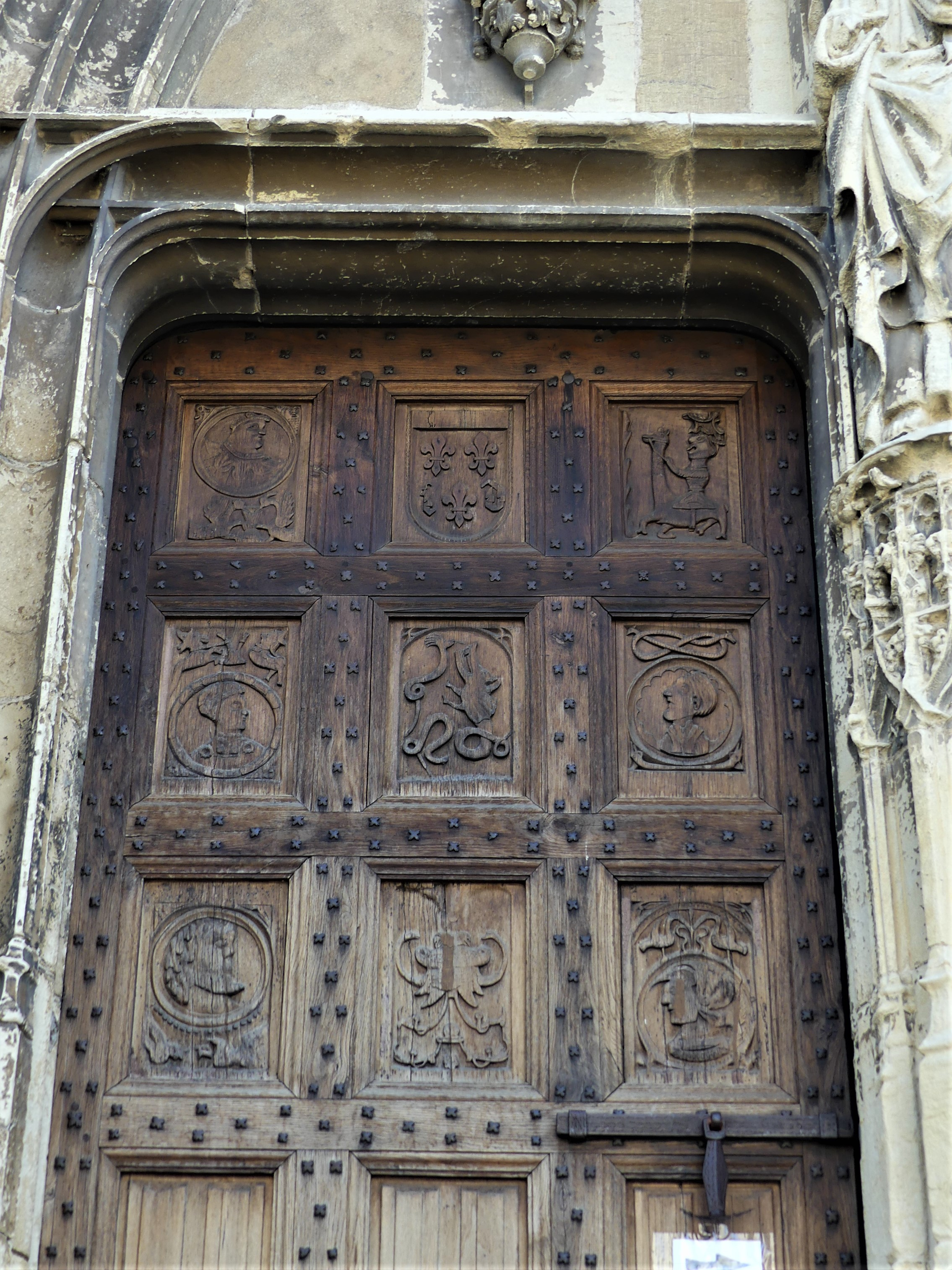
Türflügel, Eiche (1532)
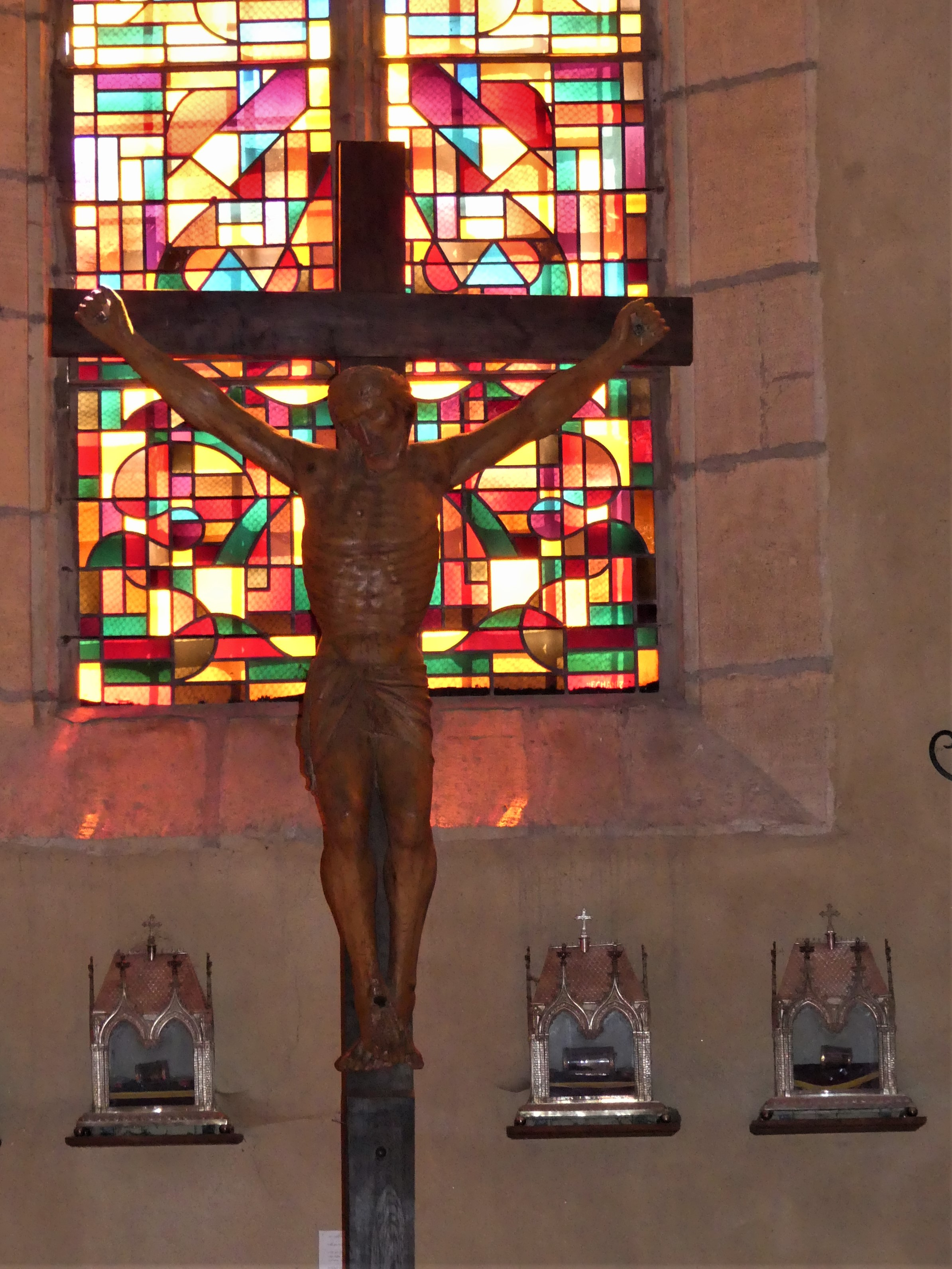
Kruzifix (um 1490)
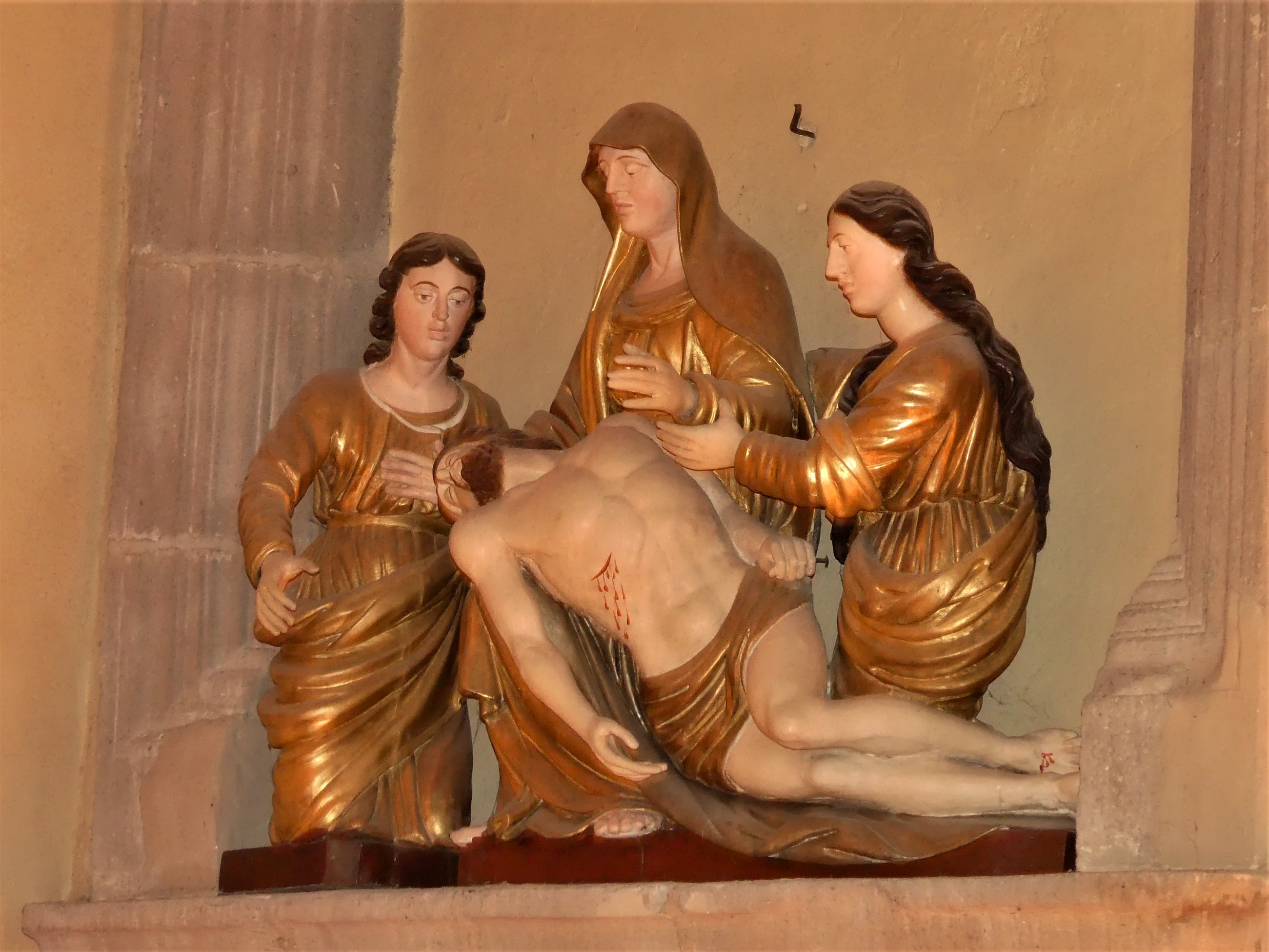
Pietà (18. Jhdt.)
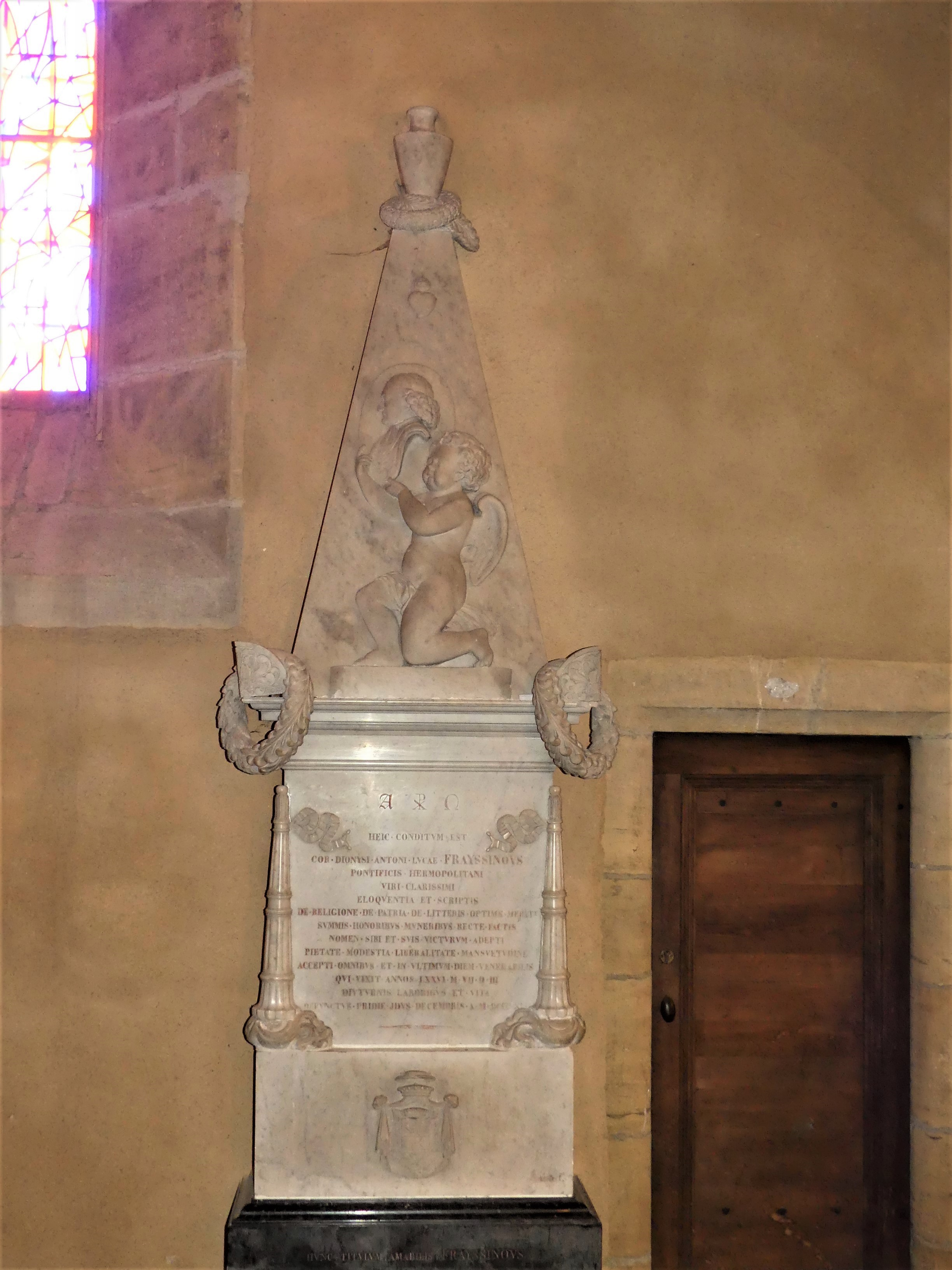
Grabmal de Frayssinous (1845)
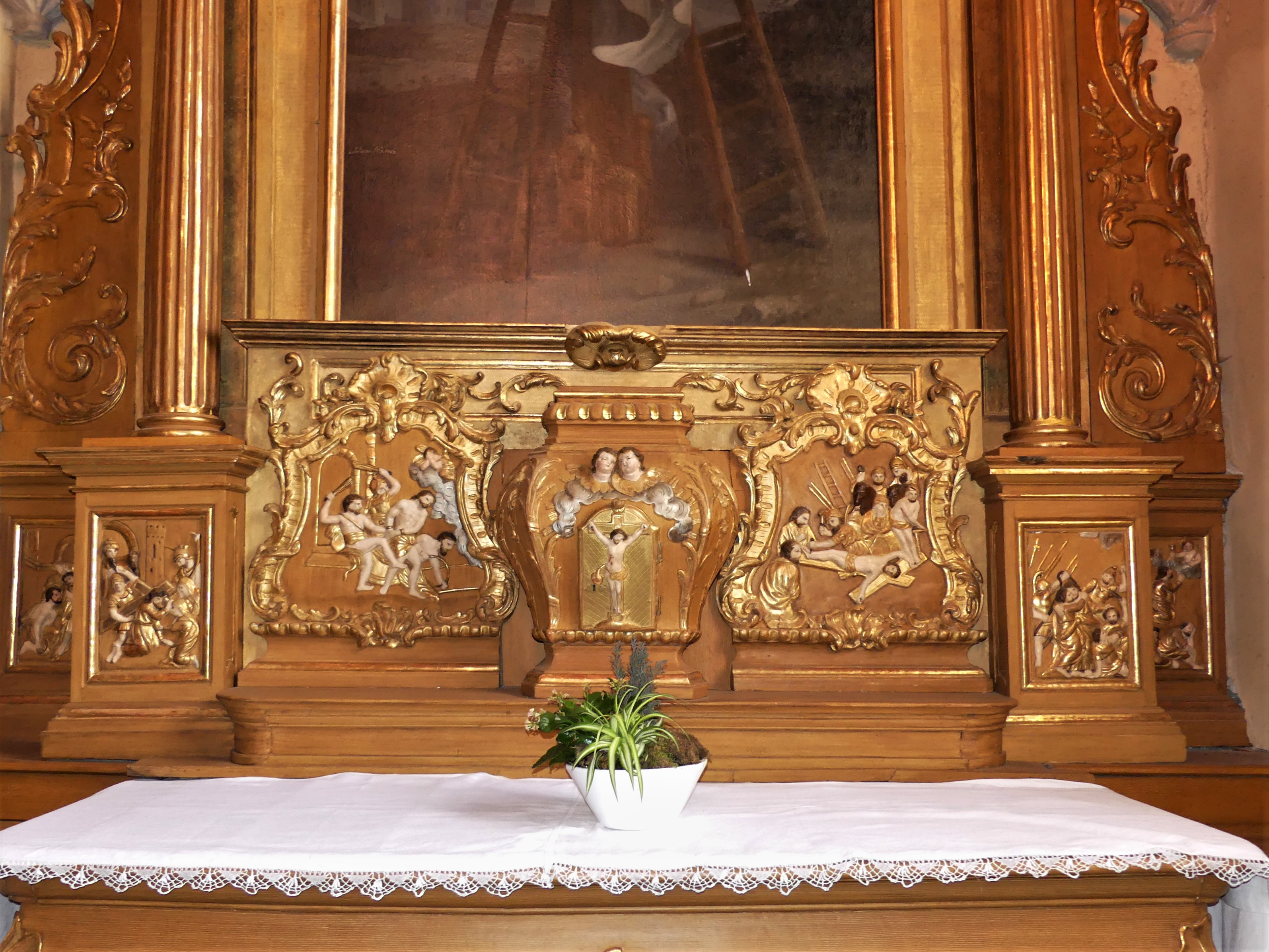
Tabernakel